# The Unseen
The Unseen és un grup de música punk rock format el 1993 a Hingham (Massachusetts). Aquest grup, inicialment anomenat "The Extinct", és un dels grups que s'encarregà de reviure el moviment punk, i més especialment el subgènere street punk.

## Components
- Mark Civitarese (Mark Unseen): bateria i veu (1993–2003), veu (2003–present)
- Tripp Underwood: baix i veu (1993–present)
- Scott Unseen: guitarra principal i veu (1993–present)
- Pat Melzard: bateria (2003–present)
- Jonny Thayer: guitarra rítmica (2006–present)

### Past members
- Paul Russo. veu, guitarra rítmica, baix, bateria (1995-1997, 1998–2003)
- Marc Carlson: veu (1993–1995)
- Brian "Chainsaw" Riley: guitarra rítmica i veu (1997-1999)
- Ian Galloway: guitarra rítmica (2003-2004, 2006,2008)

## Discos
- Lower Class Crucifixion (1997, VML Records, reeditat el 1998 per A-F Records)[3]
- So This Is Freedom (1999, A-F Records)
- The Anger & The Truth (2001, BYO Records)
- Explode (2003, BYO Records)
- State of Discontent (2005, Hellcat Records)
- Internal Salvation (2007, Hellcat Records)

## Compilacions
- Totally Unseen: The Best Of The Unseen (2000, Step-1 Records)
- The Complete Singles Collection 1994-2000 (2002, Punkcore Records)